# São Manoel do Paraná
São Manoel do Paraná è un comune del Brasile nello Stato del Paraná, parte della mesoregione del Noroeste Paranaense e della microregione di Cianorte.